# Kungsljussläktet
Kungsljussläktet (Verbascum) är ett växtsläkte i familjen flenörtsväxter med cirka 300–360 arter i Europa och Asien. I Sverige tre arter naturligt, kungsljus (V. thapsus), mörkt kungsljus (V. nigrum) och ölandskungsljus (V. densiflorum) men ytterligare tre arter hittas regelbundet. Släktet innehåller flera populära trädgårdsväxter.
Kungsljusläktet består av ett- till fleråriga örter, många arter är strikt tvååriga. De blommar och sätter frön andra året för att sedan dö. Bladen är vanligen enkla, strödda med en basal bladrosett. Blomställningen avslutar stjälken, den består av ett ax, en klase eller är vippliknande. Fodret är femflikigt. Kronan är vanligen gul, mer sällan purpur eller vit och har en kort tub. Brämmet är utbrett med fem olikstora flikar. Ståndarna är fyra eller fem, mer eller mindre liklånga. Fruktämnet är tvårummigt. Frukten består av en kapsel med många frön.